# Liebenfelsisches Schlösschen

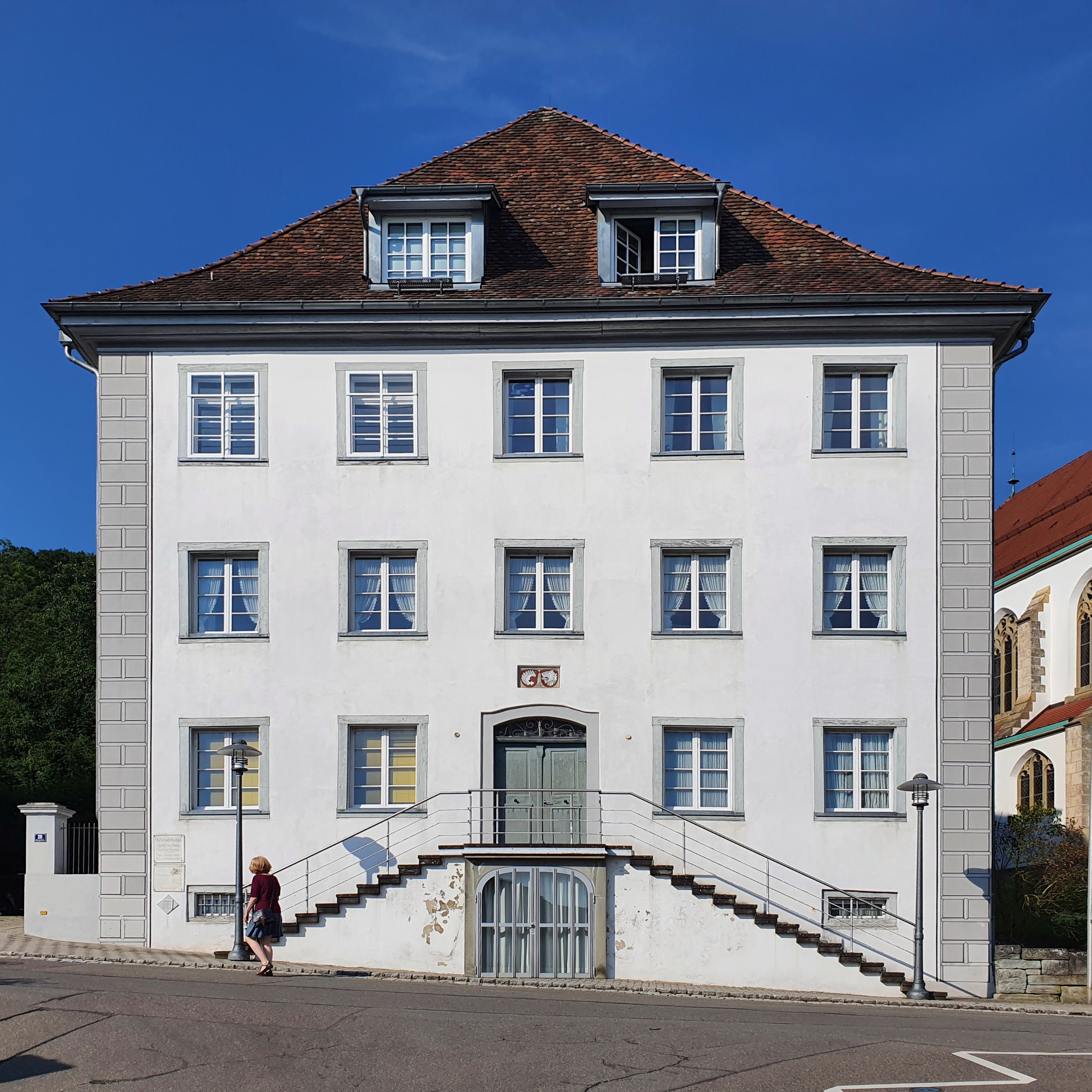
Straßenansicht Liebenfelsisches Schlösschen (2024)

Liebenfelsisches Schlösschen (auch Schloss Gailingen) wird ein neuzeitlicher kleiner Schlossbau in der Gemeinde Gailingen am Hochrhein im Landkreis Konstanz in Baden-Württemberg genannt. Das Bauwerk ist beim Landesamt für Denkmalpflege Baden-Württemberg als Baudenkmal eingetragen.

## Lage

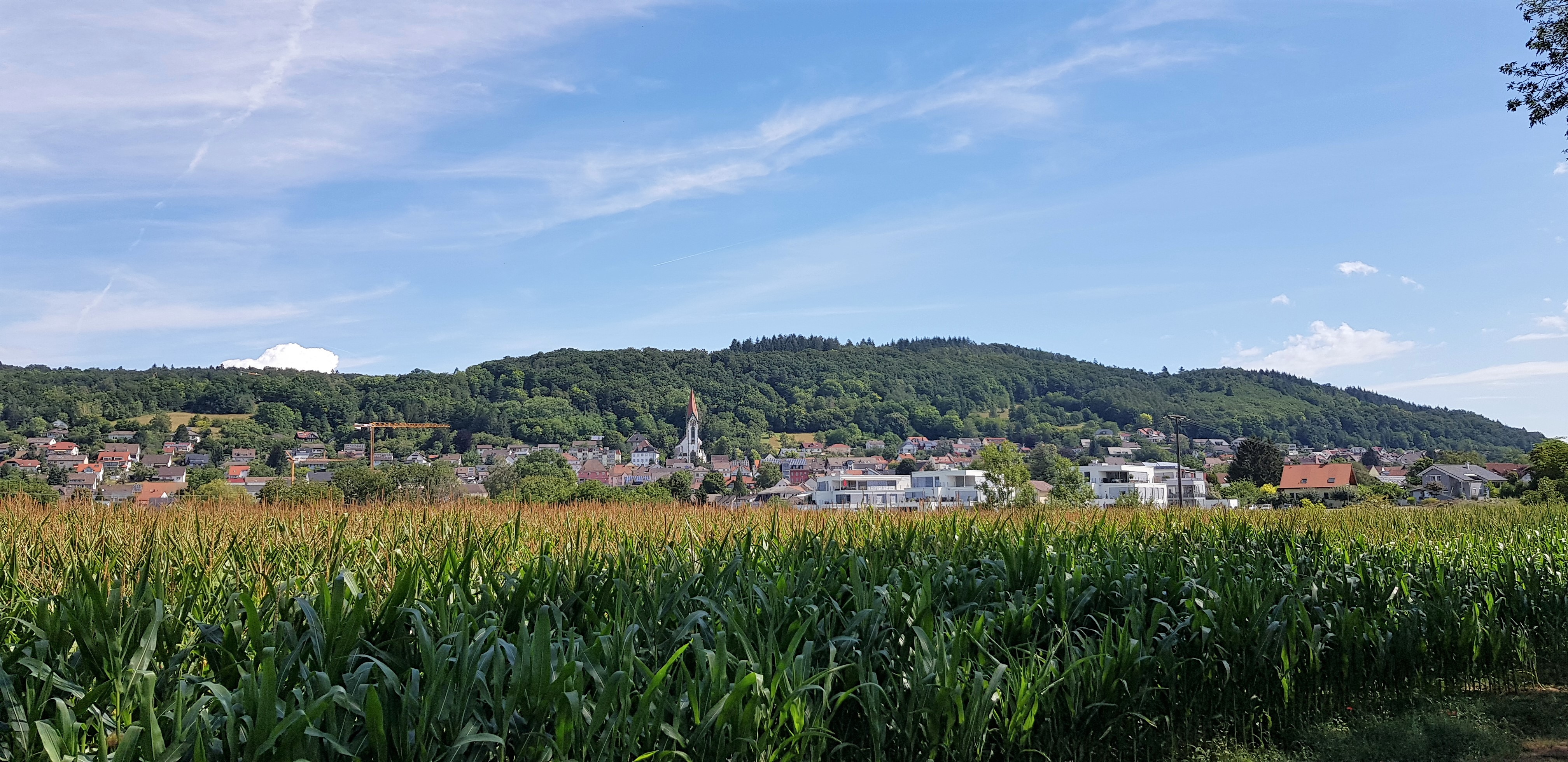
Blick vom Rheinufer auf Gailingen am Hochrhein. Links der Bildmitte das Schlösschen neben der Kirche.

Das Schloss mit der Hausnummer Bergstraße 28 liegt in Ortslage im Norden des Dorfkerns auf einer alten Flussterrasse des Hochrheins am Südhang des 621,3 m hohen Rauhenbergs im Hegau. Es liegt südöstlich des Burgstalles und Bürglischlosses sowie direkt westlich neben der zwischen 1907/1908 und 1911 erbauten neugotischen katholischen Pfarrkirche St. Dionysius.

## Geschichte
Gailingen gehörte im 18. Jahrhundert zur Landgrafschaft Nellenburg (Oberamt Nellenburg), einer Verwaltungsgliederung von Vorderösterreich, den westlichen Besitzungen der Habsburger. 1805 kam das Gebiet an Württemberg und 1810 an Baden, das schließlich 1951/1952 im Land Baden-Württemberg aufging.
Seit 1556 hatte Gailingen zwei Orts- und Gerichtsherren, die Stadt Schaffhausen mit einem Drittel (seit 1540), die Herren von Schellenberg mit zwei Dritteln (seit 1556). Um 1706 gelangte dieser Anteil, als Maria Katharina Ursula von Reinach den Freiherr Heinrich Christoph von Liebenfels († 1743) in zweiter Ehe heiratete, an die Herren von Liebenfels, die, ursprünglich aus dem Thurgau stammend (Burg Liebenfels südöstlich von Mammern), zu Beginn des 15. Jahrhunderts aussterben und über den bürgerlichen Hans Bader, der als Hans Lanz von Liebenfels neu belehnt wird, sich bis ins 19. Jahrhundert in Zweigen als schwäbisches Adelsgeschlecht in die Bodenseeregion ausbreiten. Die von Liebenfels ließen um 1750 das Schlösschen für Freiherr Josef Anton von Liebenfels († 1759) erbauen. Vermutlicher Grund für den Bau war die 1750 beurkundete Bildung des Freiherrlich von Liebenfelsischen Stammgutes Gailingen, das Besitz in Gailingen und Worblingen umfasste. Beurkunder waren Jakob Anton von Liebenfels († 1759), Kapitular und Domdekan zu Konstanz, und sein Neffe Josef Anton von Liebenfels, gleichfalls Domkapitular. Nach dem Tod Josef Anton von Liebenfels’ erbte 1766 dessen Neffe, Baron Johann Baptist von Liebenfels, Herr zu Worblingen, Hittisheim, Gailingen und Beuren an der Aach († 1789) den Besitz. Er starb 1789 als letzter männlicher Spross der Familie. Das Erbe ging dann an seine Schwester Maria Walburga Theresia von Liebenfels-Worblingen, die die spätere (1796–1810) und letzte Fürstäbtissin im Kloster Schänis im Kanton St. Gallen in der Schweiz war. Nach ihrem Tod 1810 kam der Besitz an ihren Neffen und königlich bayerischer Kämmerer, Kapitän À la suite, Freiherr Alois Reichlin von Meldegg.
1834 waren die Freiherren von Mainau im Besitz. Im Detail:
Reichlin von Meldegg verkaufte 1834 den Besitz in Gailingen an den Vormund des Freiherren Nikolaus von Mainau (1814–1841 in Nizza). Sein Vormund schuf 1835 für Nikolaus ein Stammgut, das unter anderem aus der Insel Mainau und der Grundherrschaft Gailingen bestand. Nikolaus von Mainau war der illegitime Sohn von Fürst Nikolaus II. Esterházy de Galantha und seiner Geliebten, der Französin Marie-Louise Plaideux. Bereits 1827 hatte Nikolaus II. von Großherzog Ludwig I. von Baden die Insel Mainau im Bodensee erworben und als Wohnsitz für sich, seine Geliebte, die zwei Töchter und Nikolaus herrichten lassen. Mit exotischen Pflanzen aus den Eisenstädter Pflanzensammlungen von Schloss Esterházy ließ der Fürst hier Gärten anlegen und begründete damit den Ruf des heute als Blumeninsel Mainau bekannten Eilandes. Der Plaideux wurde mit den beiden Töchtern und dem gemeinsamen Sohn 1828 der Freiherrentitel von Mainau gekauft.
1843, zwei Jahre nach dem Tod des rasenden Mainau, wie Nikolaus im Volksmund genannt wurde, kam das Liebenfelsische Schlösschen durch Verkauf an die Kaufmannsfamilie Rausch in bürgerlichen Besitz, die es über zwei Generationen ihr Eigen nannte. Der Kaufmann und Finanzrat Johann Heinrich Rausch aus Schaffhausen war der erste Besitzer. 1869 ging das Anwesen an seinen Sohn Franz Arthur Rausch (1841–1906) über. Franz war auch der Bauherr der Villa Rheinburg in Gailingen. Franz Arthur Rausch veräußerte aber schon bald das Schlösschen an zwei Gailinger Händler, Abraham Rosenthal und Joseph Veit Guggenheim († 1897) weiter. Schon 1876 übernahm Guggenheim auch Rosenthals Anteil. Längere Zeit war dann das Schloss im Besitz der Familie Guggenheim.
Im letzten Viertel des 20. Jahrhunderts kam es an eine Ärztin, die es zu einer Klinik ausbauen wollte. 1992 verkaufte sie jedoch das Schlösschen an eine Bau GmbH weiter. Ein Jahr später wurde der Besitz aufgeteilt: Eigner sind die Gemeinde, die katholische und die evangelische Kirchengemeinde, die CA-Bau GmbH und zwei weitere Privatleute.
Von 1993 bis 1994 wurde der Schlossbau für eine neue Nutzung grundlegend renoviert.

## Beschreibung und heutige Nutzung

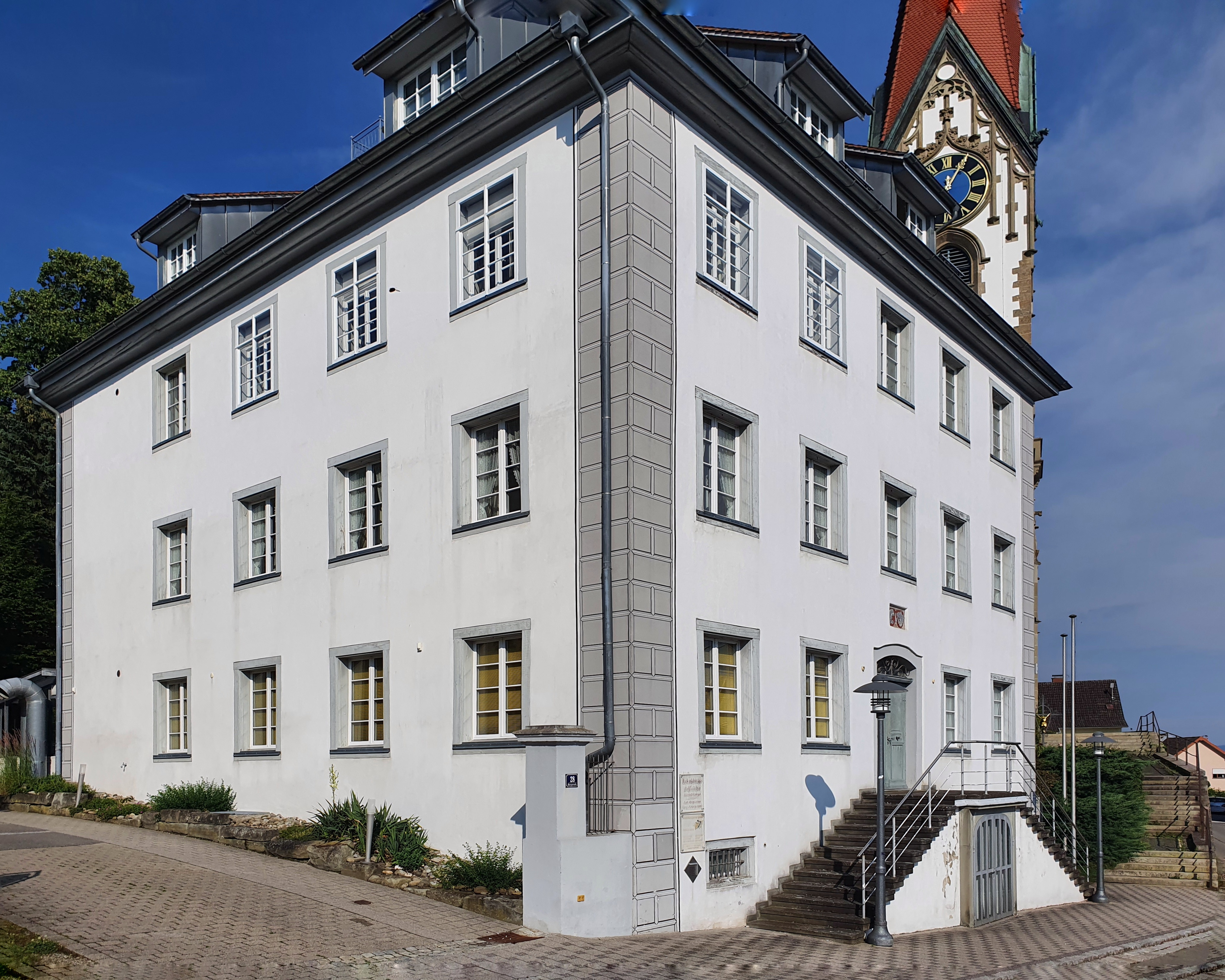
Ansicht von Südwesten, im Hintergrund der Turm der viel später erbauten Kirche

Das Liebenfelsische Schlösschen ist ein einfaches dreigeschossiges und nahezu quadratisches Herrenhaus aus der Mitte des 18. Jahrhunderts im schlichten Barockstil mit einer zweiteiligen Freitreppe an der Schmalseite zur Straße hin. Über der Freitreppe beziehungsweise dem Haupteingang befindet sich ein Allianzwappen, das 1961 historisch nicht korrekt ohne genaues Vorbild erneuert wurde. Es stellt das Wappen derer von Liebenfels dem Wappen der ehemaligen Ortsherren von Randegg gegenüber, die aber nur bis vor 1518 die niedere Gerichtsbarkeit im Ort hatten. Unter der Freitreppe liegt der Portalzugang zum Kellergeschoss.
Die Keller und Grundmauern sind mit großen Feldsteinen gemauert. Die achtteiligen Sprossenfenster finden sich verkleinert auch in den Schleppgauben, versetzt je drei auf der West- und Ostseite und zwei auf der Südseite, des flachen und abknickenden Zeltdaches wieder. Vor der Renovierung waren die Gauben flacher und hatten nur kleine Fenster. Die Hausecken haben seit der Renovierung eine gemalte Eckquaderung.
Im Untergeschoss des Liebenfelsischen Schlösschens befindet sich der sogenannte Schlosskeller. Der große Raum wird für Veranstaltungen genutzt.
Über die zweiflüglige Eingangstür mit Stichbogen kommt man in den breiten durchgehenden Mittelflur, der die Räume der beiden Wohngeschosse erschließt. Im zweiten Obergeschoss des Hauses in der Südwestecke nimmt der sogenannte Domherren- oder Große Saal als Trausaal des Standesamts Gailingen zwei Drittel der Geschossebene ein. Er hat eine hochwertige Stuckdecke mit Darstellung der vier Jahreszeiten und zwei Architektur-Veduten.
Ein reichverzierter ovaler Deckenspiegel in dem Saal enthält in der Mitte das Wappen der Liebenfels, eine senkrecht stehende Adlerschwinge im gespaltenen Rokokoschild, darüber eine Helmzier mit Hut. Der übrige Deckenschmuck ist sparsam auf die Zimmerecken und die jeweilige Mitte der Deckenkehle friesartig reduziert: kleine, mit Engelköpfen, Vögeln, Blumensträußen und Emblemen umgebenen Muscheln und Veduten mit 2 Darstellungen aus der Gegend. Letztere stellen zum einen die bis um 1880 noch vorhandene Ruine des Bürglischlosses dar, zum anderen ein Oberdorfensemble mit der Vorgängerkirche einschließlich Wehrmauer, dem Schlösschen mit einem Verbindungsgang zur Empore der Kirche und weiteren Gebäuden. Nicht zuletzt daher wird immer wieder angenommen, dass das Schloss mit dem Vorgängerbau der Kirche ursprünglich eine Burg war.
1961 erfolgte eine erste Renovierung durch die Besitzerfamilie Josef Guggenheim, bei der auch der große Saal wiederhergestellt wurde. Die zweite große Renovierung war 1993/94.
Am 20./21. November 2010 fand im Schlösschen die Jahrestagung der Alemannia Judaica mit Unterstützung des Vereins für jüdische Geschichte in Gailingen, der Stadt Gailingen und der Schmieder-Klinik Gailingen statt.